# Dalmore
Dalmore je skotská palírna společnosti Kyndal Spirits Ltd. nacházející se ve vesnici Alness v kraji Ross-shire, jež vyrábí skotskou sladovou malt whisky.

## Historie
Palírna byla založena v roce 1839 Alexandrem Mathesonem a produkuje čistou sladovou malt whisky. Dvanácterák, jenž je znázorněn na etiketě, byl původní znak Mackenziů, kteří byli vlastníky palírny od roku 1886. Na této palírně jsou zajímavé měděné chladicí pláště z roku 1874, které slouží dodnes. Produkuje whisky značky Dalmore, což jsou 12leté, 21leté a 30leté whisky s obsahem alkoholu 40% – 43%. Většina produkce této palírny končí v míchaných whiskách společnosti Whyte & Mackay. Jako čistá sladová se prodává kolem 5% z celkového objemu výroby. Tato whisky mívá bohatý charakter s mírnou chutí po sherry.